# Philipp Adolf Joseph Molitor

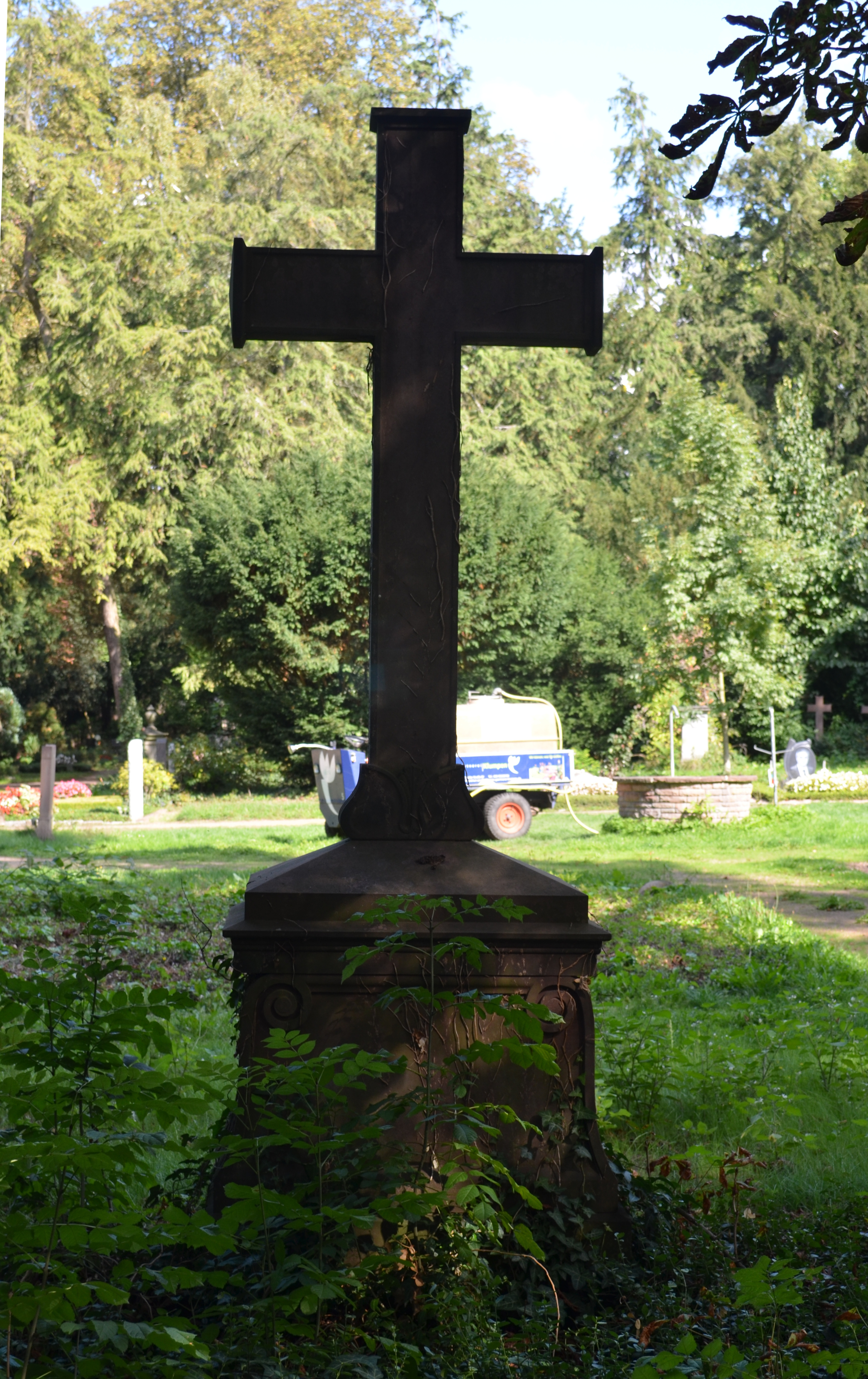
Grab von Philipp Adolf Joseph Molitor

Philipp Adolf Joseph Molitor (* 21. Dezember 1752 in Mainz; † 17. Januar 1840 in Frankfurt am Main) war ein deutscher Verwaltungsbeamter und Politiker.
Molitor war der Sohn eines Kurmainzer Hofkammerrates. Er besuchte die Hohe Kameral-Schule zu Lautern und wurde wie sein Vater Kurmainzer Hofkammerrat. In Kurmainz trug er zuletzt den Titel eines Kurmainzer Hof- und Regierungsrates sowie Hofkriegsrates.
Er heiratete Elisabeth Fritsch. Aus der Ehe gingen sechs Kinder hervor. Der Sohn Kosmas Damian Molitor wurde später Kreisgerichtsrat im Großherzogtum Hessen.
Im Fürstentum Aschaffenburg war er Direktorialrat im Landesdirektorium. Er organisierte die Inbesitznahme des Fürstentums Hanau und des Fürstentum Fulda für den Staat des Fürstprimas und dort vor allem die Reorganisation der Polizei. Danach war er vor allem im Bereich der Finanzen tätig und bis 1811 Vorsitzender der Rechnungsrevisionskommission. 1810 bis 1813 war er ernannter Staatsrat im Großherzogtum Frankfurt. Am 15. Oktober 1810 wurde er zum Referenten für die kaiserlichen Domänen in den Departements Fulda und Hanau ernannt.
Er ist auf dem Hauptfriedhof Frankfurt am Main begraben. Sein Grab steht unter Denkmalschutz.